# Wolfgang Bodison
Wolfgang Bodison (19 de noviembre de 1966) es un actor estadounidense, más conocido por interpretar al cabo primero Harold W. Dawson en la película de drama A Few Good Men (1992).

## Primeros años y educación
Brian Wolfgang Bodison nació el 19 de noviembre de 1966 en Washington D. C.  Su madre, Dorothea Bodison, trabaja para el Instituto Nacional de Salud.  Su padre murió en un accidente de auto cuando él era un niño.
En 1988, se graduó de la  Universidad de Virginia  en  Charlottesville, Virginia, donde jugó fútbol americano. como miembro del equipo de  Virginia Cavaliers, y obtuvo un título en artes.

## Carrera

### Su vida antes de la actuación
Después de su graduación, Bodison fue contratado como archivista en Columbia Pictures.  Después de eso, fue contratado en 1989 en la oficina de correos de Castle Rock Entertainment.
Rob Reiner hizo a Bodison su asistente personal en el set de  Misery (1990). En ese momento, Bodison tenía la aspiración de convertirse en guionista y en director de cine por lo que tomó notas de como es que Reiner dirigía.
Bodison fue también acreditado por haber sido parte de la coordinación de las tomas de los carros para la película de John Singleton, Boyz n the Hood (1991). «Mi trabajo era ir a South Central y obtener algunos de los clubes de coches interesados en la película», dijo Bodison.

### A Few Good Men
Al principio, Reiner eligió a Bodison como encargado de localizaciones para la película  A Few Good Men (1992). Pero Reiner tuvo problemas con el casting a la hora de adjudicar el papel del cabo primero Harold Dawson, un joven reclutador de los marines juzgado por la muerte de un soldado.
«Estábamos hablando y de pronto me preguntó: "Wolf, has actuado alguna vez?" [contó Bodison]. Yo dije que no. Entonces él dijo: "¿Has pensado en hacerlo alguna vez?" Respondí que no. Entonces él dijo: "Bueno, estoy haciendo el casting para la película pero no he encontrado a nadie que se ajuste a mi visión e interprete el papel de Dawson. ¿Por qué no haces una prueba para el papel?"». Como Bodison nunca había actuado con anterioridad, contrató a Julie Ariola, un entrenador de actuación. «Es un chico muy creativo y muy inteligente [dijo Ariola]. Era como una esponja. Hizo caso de cada sugerencia.»
En agosto de 1991, poco después de la audición de Bodison, fue llamado para actuar otra vez. Tres días después: «Me detuve en un teléfono público, llamé a Rob y él me dijo: "Wolf, bienvenido al negocio del cine." Estuve a nada de tirar el teléfono. Después fui a casa y me senté enfrente de la ventana y pensé: "¿Qué diablos está pasando?"»
«Yo no estaba para nada sorprendido de que el hubiera obtenido el trabajo [comentaría Ariola sobre el hecho de que Bodison hubiera conseguido el que sería su papel más famoso]. Destino. Eso es lo que fue.»
En su reseña de la película para The Washington Post, la crítica de cine Rita Kempley describió a Bodison como un «impresionante no actor».  En su reseña, Hartford Courant el crítico de cine Malcolm Johnsonlo describió como "implacable" y "dedicado". Para Los Angeles Times, David Gritten escribió que Bodison «actuaba desde el corazón, desde su interior. Nunca había visto a nadie expresar desprecio con solo una mirada de la manera que el lo hace. Él era extremadamente bueno transmitiendo emociones complicadas sin usar una sola palabra. Sabías exactamente como se sentía». El crítico de cine Vincent Canby de The New York Times escribió: «El señor Bodiso es un joven actor cuya actuación como el acusado más destacado le da a la película su impacto melancólico».

### Carrera posterior
Dentro de las películas en las que también ha actuado Bodison figuran: Little Big League (1994), The Expert (1995), Freeway (1996), Goodbye America (1997), Most Wanted (1997), Joe Somebody (2001), Akeelah and the Bee (2006) and Legacy (2010). Los créditos televisivos incluyen su participación recurrente en Nothing Sacred y  Family Law, Así como también sus apariciones como estrella invitada en hit shows como Highlander: The Series, CSI: NY, CSI: Miami, NCIS, Cane, ER, y Perception.
El deseo de Bodison de convertirse en guionista y director se hizo realidad cuando escribió y dirigió los cortometrajes, Simone, Broken, Sarah's Wish, y  The Long Wait, los cuales han sido proyectados en grandes festivales por todo el mundo. En la última película que el protagonizó junto con  Elizabeth Yoder, con quien colaboró por primera vez en  Los Ángeles. "Trabajar con Wolfgang fue increíble," Yoder recuerda. "Hizo que el proceso de escritura del guion fuera fácil. Lo que compartimos fue una comprensión de lo devastador que las emociones sin resolver pueden llegar a ser, especialmente desde el punto de vista de un niño. Después de mis 24 años en búsqueda de consuelo, comprensión y redención, Ha sido enormemente purificador."  Bodison y Yoder compartieron el premio al logro de narración en el Festival Internacional de Cine de Laughlin en 2014. "Es una historia sobre el perdón,"  explica Bodison. "Haber ganado el premio de narración significa demasiado porque , como escritor y director, mi trabajo es contar una historia maravillosa. Este reconocimiento es un enorme logro personal." Bodison también ganó el premio a mejor director en el festival de cine Playhouse West así como también dos premios más como mejor actor y mejor cortometraje en Festival Internacional de cine en el 2014.
Apareció recientemente en la función independiente, Ragamuffin (2014).
Bodison es el director artístico de la sucursal de Los Ángeles del  Playhouse West School and Repertory Theatre.

## Vida privada
Bodison vive en Sherman Oaks, Los Ángeles.

## Películas selectas
- A Few Good Men (1992)
- Little Big League (1994)
- The Expert (1995)
- Freeway (1996)
- Goodbye America (1997)
- Most Wanted (1997)
- Joe Somebody (2001)
- Akeelah and the Bee (2006)
- Legacy (2010)
- The Appearing (2014)